# Lliga de Campions de la UEFA 2010-11
La Lliga de Campions de la UEFA 2010-11 fou la 56a edició d'aquest campionat. Es disputà entre juliol de 2010 i maig de 2011. La final, celebrada al nou estadi de Wembley el dissabte 28 de maig de 2011, fou guanyada pel Futbol Club Barcelona, que superà el Manchester United FC per 3 a 1.

## Rondes classificatòries
Hi hagué dos torneigs de classificació: un per als equips campions de les seves lligues que no s'havien classificat automàticament per a la fase de grups, i l'altre per als equips que havien guanyat les seves lligues i que no s'havien classificat automàticament per a la fase de grups.
En ambdues seccions, els equips perdedors de la tercera ronda classificatòria entraven a la ronda eliminatòria de la Lliga Europa de la UEFA 2010-2011 i els equips perdedors de la ronda eliminatòria entraven a la fase de grups de la Lliga Europa de la UEFA.
Els caps de sèrie jugaven contra equips que no fossin cap de sèrie.

### Primera ronda classificatòria
Anada el 30 de juny i tornada el 6/7 de juliol de 2010.
| Partit | Equip 1         | Resultat global | Equip 2           | Resultat anada | Resultat tornada |
| ------ | --------------- | --------------- | ----------------- | -------------- | ---------------- |
| 1      | SP Tre Fiori    | 1:7             | FK Rudar Pljevlja | 0:3            | 1:4              |
| 2      | FC Santa Coloma | 3:7             | Birkirkara FC     | 0:3            | 3:4              |

### Segona ronda classificatòria
Anada el 13 i 14 de juliol i tornada el 20 i 21 de juliol de 2010.
| Partit | Equip 1               | Resultat global | Equip 2               | Resultat anada | Resultat tornada |
| ------ | --------------------- | --------------- | --------------------- | -------------- | ---------------- |
| 1      | FK Liepājas Metalurgs | 0:5             | AC Sparta Praha       | 0:3            | 0:2              |
| 2      | FC Aktobe             | 3:1             | FC Olimpi Rustavi     | 2:0            | 1:1              |
| 3      | FC Levadia            | 3:4             | Debreceni VSC         | 1:1            | 2:3              |
| 4      | FK Partizan           | 4:1             | Pyunik Yerevan        | 3:1            | 1:0              |
| 5      | FC Inter Bakú         | 1:1 (p:8-9)     | KKS Lech Poznań       | 0:1            | 1:0              |
| 6      | Dinamo de Zagreb      | 5:4             | FC Koper              | 5:1            | 0:3              |
| 7      | PFC Litex Lovech      | 5:0             | FK Rudar Pljevlja     | 1:0            | 4:0              |
| 8      | Birkirkara FC         | 1:3             | MŠK Žilina            | 1:0            | 0:3              |
| 9      | Sheriff Tiraspol      | 3:2             | Dinamo Tirana         | 3:1            | 0:1              |
| 10     | Hapoel Tel Aviv       | 6:0             | FK Željezničar        | 5:0            | 1:0              |
| 11     | AC Omonia             | 5:0             | FK Renova             | 3:0            | 2:0              |
| 12     | Red Bull Salzburg     | 5:1             | HB Tórshavn           | 5:0            | 0:1              |
| 13     | Bohemians             | 1:4             | The New Saints        | 1:0            | 0:4              |
| 14     | FC BATE               | 6:1             | FH                    | 5:1            | 1:0              |
| 15     | AIK Solna             | 1:0             | AS La Jeunesse d'Esch | 1:0            | 0:0              |
| 16     | Linfield FC           | 0:2             | Rosenborg BK          | 0:0            | 0:2              |
| 17     | FK Ekranas            | 1:2             | HJK Helsinki          | 1:0            | 0:2              |

### Tercera ronda classificatòria
Anada el 27 i 28 de juliol i tornada el 3 i 4 d'agost de 2010.
| Partit                    | Equip 1                | Resultat global        | Equip 2                | Resultat anada         | Resultat tornada       |
| Creuaments de campions    | Creuaments de campions | Creuaments de campions | Creuaments de campions | Creuaments de campions | Creuaments de campions |
| ------------------------- | ---------------------- | ---------------------- | ---------------------- | ---------------------- | ---------------------- |
| 1                         | AC Sparta Praha        | 2:0                    | KKS Lech Poznań        | 1:0                    | 1:0                    |
| 2                         | FC Aktobe              | 2:3                    | Hapoel Tel Aviv        | 1:0                    | 1:3                    |
| 3                         | Sheriff Tiraspol       | 2:2 (p:6-5)            | Dinamo de Zagreb       | 1:1                    | 1:1                    |
| 4                         | PFC Litex Lovech       | 2:4                    | MŠK Žilina             | 1:1                    | 1:3                    |
| 5                         | Debreceni VSC          | 1:5                    | FC Basel               | 0:2                    | 1:3                    |
| 6                         | AIK Solna              | 0:4                    | Rosenborg BK           | 0:1                    | 0:3                    |
| 7                         | FK Partizan            | 5:1                    | HJK Helsinki           | 3:0                    | 2:1                    |
| 8                         | FC BATE                | 2:3                    | FC København           | 0:0                    | 2:3                    |
| 9                         | The New Saints         | 1:6                    | RSC Anderlecht         | 1:3                    | 0:3                    |
| 10                        | AC Omonia              | 2:5                    | Red Bull Salzburg      | 1:1                    | 1:4                    |
| Creuaments de no campions |                        |                        |                        |                        |                        |
| 11                        | AFC Ajax               | 4:4                    | PAOK Salònica FC       | 1:1                    | 3:3                    |
| 12                        | FC Dinamo de Kíev      | 6:1                    | KAA Gent               | 3:0                    | 3:1                    |
| 13                        | BSC Young Boys         | 3:2                    | Fenerbahçe SK          | 2:2                    | 1:0                    |
| 14                        | SC Braga               | 4:2                    | Celtic FC              | 3:0                    | 1:2                    |
| 15                        | FC Unirea              | 0:1                    | FC Zenit               | 0:0                    | 0:1                    |

## Ronda eliminatòria
Anada el 17 i 18 d'agost i tornada el 24 i 25 d'agost de 2010.
| Partit                    | Equip 1                | Resultat global        | Equip 2                | Resultat anada         | Resultat tornada       |
| Creuaments de campions    | Creuaments de campions | Creuaments de campions | Creuaments de campions | Creuaments de campions | Creuaments de campions |
| ------------------------- | ---------------------- | ---------------------- | ---------------------- | ---------------------- | ---------------------- |
| 1                         | Red Bull Salzburg      | 3:4                    | Hapoel Tel Aviv        | 2:3                    | 1:1                    |
| 2                         | Rosenborg BK           | 2:2                    | FC København           | 2:1                    | 0:1                    |
| 3                         | FC Basel               | 4:0                    | Sheriff Tiraspol       | 1:0                    | 3:0                    |
| 4                         | AC Sparta Praha        | 0:3                    | MŠK Žilina             | 0:2                    | 0:1                    |
| 5                         | FK Partizan            | 4:4 Pen (3:2)          | RSC Anderlecht         | 2:2                    | 2:2                    |
| Creuaments de no campions |                        |                        |                        |                        |                        |
| 6                         | BSC Young Boys         | 3:6                    | Tottenham Hotspur FC   | 3:2                    | 0:4                    |
| 7                         | SC Braga               | 5:3                    | Sevilla FC             | 1:0                    | 4:3                    |
| 8                         | Werder Bremen          | 5:4                    | UC Sampdoria           | 3:1                    | 2:3                    |
| 9                         | FC Zenit               | 1:2                    | AJ Auxerre             | 1:0                    | 0:2                    |
| 10                        | FC Dinamo de Kíev      | 2:3                    | AFC Ajax               | 1:1                    | 1:2                    |

## Fase de grups

### Grup A
| Equip                | PJ | PG | PE | PP | GF | GC | Dif | Pts |
| -------------------- | -- | -- | -- | -- | -- | -- | --- | --- |
| Tottenham Hotspur FC | 6  | 2  | 2  | 1  | 18 | 11 | +7  | 11  |
| Inter de Milà        | 6  | 3  | 1  | 2  | 12 | 11 | +1  | 10  |
| FC Twente            | 6  | 1  | 3  | 2  | 9  | 11 | -2  | 6   |
| Werder Bremen        | 6  | 1  | 2  | 3  | 6  | 12 | -6  | 5   |

| Inter de Milà        | –   | 4-3 | 1-0 | 4-0 |
| Tottenham Hotspur FC | 3-1 | –   | 4-1 | 3-0 |
| FC Twente            | 2-2 | 3-3 | –   | 1-1 |
| Werder Bremen        | 3-0 | 2-2 | 0-2 | –   |

### Grup B
| Equip            | PJ | PG | PE | PP | GF | GC | Dif | Pts |
| ---------------- | -- | -- | -- | -- | -- | -- | --- | --- |
| FC Schalke 04    | 6  | 4  | 1  | 1  | 10 | 3  | +7  | 13  |
| Olympique de Lió | 6  | 3  | 1  | 2  | 11 | 10 | +1  | 10  |
| SL Benfica       | 6  | 2  | 0  | 4  | 7  | 12 | -5  | 6   |
| Hapoel Tel Aviv  | 6  | 1  | 2  | 3  | 7  | 10 | -3  | 5   |

| SL Benfica       | –   | 2-0 | 4-3 | 1-2 |
| Hapoel Tel Aviv  | 3-0 | –   | 1-3 | 0-0 |
| Olympique de Lió | 2-0 | 2-2 | –   | 1-0 |
| FC Schalke 04    | 2-0 | 3-1 | 3-0 | –   |

### Grup C
| Equip                | PJ | PG | PE | PP | GF | GC | Dif | Pts |
| -------------------- | -- | -- | -- | -- | -- | -- | --- | --- |
| Manchester United FC | 6  | 4  | 2  | 0  | 7  | 1  | +6  | 14  |
| València CF          | 6  | 3  | 2  | 1  | 15 | 4  | +11 | 11  |
| Glasgow Rangers      | 6  | 1  | 3  | 2  | 3  | 6  | -3  | 6   |
| Bursaspor            | 6  | 0  | 1  | 5  | 2  | 16 | -14 | 1   |

| Bursaspor            | –   | 0-3 | 1-1 | 0-4 |
| Manchester United FC | 1-0 | –   | 0-0 | 1-1 |
| Glasgow Rangers      | 1-0 | 0-1 | –   | 1-1 |
| València CF          | 6-1 | 0-1 | 3-0 | –   |

### Grup D
| Equip            | PJ | PG | PE | PP | GF | GC | Dif | Pts |
| ---------------- | -- | -- | -- | -- | -- | -- | --- | --- |
| FC Barcelona     | 6  | 4  | 2  | 0  | 14 | 3  | +11 | 14  |
| FC København     | 6  | 3  | 1  | 2  | 7  | 5  | +2  | 10  |
| Rubin Kazan      | 6  | 1  | 3  | 2  | 2  | 4  | -2  | 6   |
| Panathinaikos FC | 6  | 0  | 2  | 4  | 2  | 13 | -11 | 2   |

| FC Barcelona     | –   | 2-0 | 5-1 | 2-0 |
| FC København     | 1-1 | –   | 3-1 | 1-0 |
| Panathinaikos FC | 0-3 | 0-2 | –   | 0-0 |
| Rubin Kazan      | 1-1 | 1-0 | 0-0 | –   |

### Grup E
| Equip           | PJ | PG | PE | PP | GF | GC | Dif | Pts |
| --------------- | -- | -- | -- | -- | -- | -- | --- | --- |
| Bayern de Múnic | 6  | 5  | 0  | 1  | 16 | 6  | +10 | 15  |
| AS Roma         | 6  | 3  | 1  | 2  | 10 | 11 | -1  | 10  |
| FC Basel        | 6  | 2  | 0  | 4  | 8  | 11 | -3  | 6   |
| CFR Cluj        | 6  | 1  | 1  | 4  | 6  | 12 | -6  | 4   |

| FC Basel        | –   | 1-2 | 1-0 | 2-3 |
| Bayern de Múnic | 3-0 | –   | 3-2 | 2-0 |
| CFR Cluj        | 2-1 | 0-4 | –   | 1-1 |
| AS Roma         | 1-3 | 3-2 | 2-1 | –   |

### Grup F
| Equip                 | PJ | PG | PE | PP | GF | GC | Dif | Pts |
| --------------------- | -- | -- | -- | -- | -- | -- | --- | --- |
| Chelsea FC            | 6  | 5  | 0  | 1  | 14 | 4  | +10 | 15  |
| Olympique de Marsella | 6  | 4  | 0  | 2  | 12 | 3  | +9  | 12  |
| FK Spartak Moscou     | 6  | 3  | 0  | 3  | 7  | 10 | -3  | 9   |
| MŠK Žilina            | 6  | 0  | 0  | 6  | 3  | 19 | -16 | 0   |

| Chelsea FC        | –   | 2-0 | 4-1 | 2-1 |
| Ol. de Marsella   | 1-0 | –   | 0-1 | 1-0 |
| FK Spartak Moscou | 0-2 | 0-3 | –   | 3-0 |
| MŠK Žilina        | 1-4 | 0-7 | 1-2 | –   |

### Grup G
| Equip        | PJ | PG | PE | PP | GF | GC | Dif | Pts |
| ------------ | -- | -- | -- | -- | -- | -- | --- | --- |
| Reial Madrid | 6  | 5  | 1  | 0  | 15 | 2  | +13 | 16  |
| AC Milan     | 6  | 2  | 2  | 2  | 7  | 7  | +0  | 8   |
| AFC Ajax     | 6  | 2  | 1  | 3  | 6  | 10 | -4  | 7   |
| AJ Auxerre   | 6  | 1  | 0  | 5  | 3  | 12 | -9  | 3   |

| AFC Ajax     | –   | 2-1 | 1-1 | 0-4 |
| AJ Auxerre   | 2-1 | –   | 0-2 | 0-1 |
| AC Milan     | 0-2 | 2-0 | –   | 2-2 |
| Reial Madrid | 2-0 | 4-0 | 2-0 | –   |

### Grup H
| Equip           | PJ | PG | PE | PP | GF | GC | Dif | Pts |
| --------------- | -- | -- | -- | -- | -- | -- | --- | --- |
| Xakhtar Donetsk | 6  | 5  | 0  | 1  | 12 | 6  | +6  | 15  |
| Arsenal FC      | 6  | 4  | 0  | 2  | 18 | 7  | +11 | 12  |
| SC Braga        | 6  | 3  | 0  | 3  | 5  | 11 | -6  | 9   |
| FK Partizan     | 6  | 0  | 0  | 6  | 2  | 13 | -11 | 0   |

| Arsenal FC      | –   | 6-0 | 3-1 | 5-1 |
| SC Braga        | 2-0 | –   | 2-0 | 0-3 |
| FK Partizan     | 1-3 | 0-1 | –   | 0-3 |
| Xakhtar Donetsk | 2-1 | 2-0 | 1-0 | –   |

## Vuitens de final
El dia 17 de desembre del 2010 es van sortejar a Nyon (Suïssa) els encreuaments dels vuitens de final. Els equips classificats es van distribuir en dues urnes, segons si es van classificar com a primers de grup o com a segons. En els enfrontaments no es podien emparellar equips de la mateixa federació estatal ni equips que haguessin jugat al mateix grup.
El calendari dels enfrontaments ha quedat així:
| AS Roma                  | 2-3 (1-3) | Xakhtar Donetsk                                   |
| ------------------------ | --------- | ------------------------------------------------- |
| Perrotta 28' · Menez 61' | Fitxa     | Jádson 29' · Douglas Costa 36' · Luiz Adriano 41' |

| Xakhtar Donetsk                           | 3-0 (1-0) | AS Roma |
| ----------------------------------------- | --------- | ------- |
| Hübschman 18' · Willian 58' · Eduardo 87' | Fitxa     |         |

Classificat el Xakhtar Donetsk per 6-2.
| AC Milan | 0-1 (0-0) | Tottenham Hotspur FC |
| -------- | --------- | -------------------- |
|          | Fitxa     | Crouch 80'           |

| Tottenham Hotspur FC | 0-0 (0-0) | AC Milan |
| -------------------- | --------- | -------- |
|                      | Fitxa     |          |

Classificat el Tottenham per 1-0.
| València CF | 1-1 (1-0) | FC Schalke 04 |
| ----------- | --------- | ------------- |
| Soldado 17' | Fitxa     | Raúl 64'      |

| FC Schalke 04                        | 3-1 (1-1) | València CF       |
| ------------------------------------ | --------- | ----------------- |
| Farfán 40' 90' (+4) · Gavranović 52' | Fitxa     | Ricardo Costa 17' |

Classificat el Schalke per 4-2.
| Inter de Milà | 0-1 (0-0) | Bayern de Múnic |
| ------------- | --------- | --------------- |
|               | Fitxa     | Gómez 90'       |

| Bayern de Múnic        | 2-3 (2-1) | Inter de Milà                        |
| ---------------------- | --------- | ------------------------------------ |
| Gómez 21' · Müller 31' | Fitxa     | Eto'o 4' · Sneijder 63' · Pandev 88' |

Classificat l'Inter de Milà pel valor doble dels gols en camp contrari (3-3).
| Olympique de Lió | 1-1 (0-0) | Reial Madrid |
| ---------------- | --------- | ------------ |
| Gomis 83'        | Fitxa     | Benzema 65'  |

| Reial Madrid                             | 3-0 (1-0) | Olympique de Lió |
| ---------------------------------------- | --------- | ---------------- |
| Marcelo 37' · Benzema 66' · Di María 76' | Fitxa     |                  |

Classificat el R. Madrid per 4-1.
| Arsenal FC                   | 2-1 (0-1) | FC Barcelona |
| ---------------------------- | --------- | ------------ |
| Van Persie 78' · Arxavin 82' | Fitxa     | Villa 26'    |

| FC Barcelona                      | 3-1 (1-0) | Arsenal FC          |
| --------------------------------- | --------- | ------------------- |
| Messi 45+3' 71' (pen.) · Xavi 69' | Fitxer    | Busquets 53' (p.p.) |

Classificat el FC Barcelona per 4-3.
| FC Copenhaguen | 0-2 (0-1) | Chelsea FC      |
| -------------- | --------- | --------------- |
|                | Fitxa     | Anelka 17', 54' |

| Chelsea FC | 0-0 (0-0) | FC Copenhaguen |
| ---------- | --------- | -------------- |
|            | Fitxa     |                |

Classificat el Chelsea FC per 2-0.
| Ol. de Marsella | 0-0   | Manchester United FC |
| --------------- | ----- | -------------------- |
|                 | Fitxa |                      |

| Manchester United FC | 2-1 (1-0) | Ol. de Marsella  |
| -------------------- | --------- | ---------------- |
| Hernández 5', 75'    | Fitxa     | Brown 82' (p.p.) |

Classificat el Manchester United per 2-1.

## Quarts de final
Els equips classificats pels quarts de final són: FC Barcelona, Xakhtar Donetsk, Tottenham Hotspur FC, Schalke 04, Inter de Milà, Manchester United FC, Chelsea FC i Reial Madrid.
El 18 de març de 2011 es va sortejar a Nyon els encreuaments dels quarts de final i les semifinals. El sorteig va ser pur, permetent que equips de la mateixa federació es trobin a la mateixa eliminatòria. Els partits d'anada es jugaran el 5 i 6 d'abril i la tornada el 12 i 13 d'abril.
Els enfrontaments de quarts són aquests:
| Reial Madrid                                 | 4 – 0 (1 – 0)  | Tottenham Hotspur FC |
| -------------------------------------------- | -------------- | -------------------- |
| Adebayor 4' 57' · Di María 72' · Ronaldo 87' | Fitxa (anglès) |                      |

| Tottenham Hotspur FC | 0-1 (0-0)      | Reial Madrid |
| -------------------- | -------------- | ------------ |
|                      | Fitxa (anglès) | Ronaldo 50'  |

Classificat el R. Madrid per 5-0.
| Inter de Milà             | 2 – 5 (2 – 2)  | Schalke 04                                                |
| ------------------------- | -------------- | --------------------------------------------------------- |
| Stanković 1' · Milito 34' | Fitxa (anglès) | Matip 17' · Edu 40' 75' · Raúl 53' · Ranocchia 57' (p.p.) |

| Schalke 04             | 2-1 (1-0)      | Inter de Milà |
| ---------------------- | -------------- | ------------- |
| Raúl 45' · Höwedes 81' | Fitxa (anglès) | Motta 49'     |

Classificat el Schalke 04 per 7-3.
| Chelsea FC | 0-1 (0-1) | Manchester United FC |
| ---------- | --------- | -------------------- |
|            |           | Rooney 24'           |

| Manchester United FC     | 2-1 (1-0)      | Chelsea FC |
| ------------------------ | -------------- | ---------- |
| Hernández 43' · Park 77' | Fitxa (anglès) | Drogba 77' |

Classificat el Manchester United per 3-1.
| FC Barcelona                                              | 5-1 (2-0) | Xakhtar Donetsk |
| --------------------------------------------------------- | --------- | --------------- |
| Iniesta 2' · Alves 34' · Piqué 53' · Keita 61' · Xavi 86' |           | Rakitski 60'    |

| Xakhtar Donetsk | 0-1 (0-1)      | FC Barcelona |
| --------------- | -------------- | ------------ |
|                 | Fitxa (anglès) | Messi 43'    |

Classificat el F.C. Barcelona per 6-1.

## Semifinals
Els equips classificats per les semifinals són: FC Barcelona, Manchester United FC, Schalke 04 i Reial Madrid.
Els partits d'anada es jugaran el 26 i 27 d'abril i la tornada el 3 i 4 de maig.
Els enfrontaments de semifinals són aquests:
| Schalke 04 | 0 - 2 (0-0)    | Manchester United FC   |
| ---------- | -------------- | ---------------------- |
|            | Fitxa (anglès) | Giggs 67' · Rooney 69' |

| Manchester United FC                         | 4-1 (2-1)      | Schalke 04 |
| -------------------------------------------- | -------------- | ---------- |
| Valencia 26' · Gibson 31' · Anderson 72' 76' | Fitxa (anglès) | Jurado 35' |

Classificat el Manchester United per 6-1.
| Reial Madrid | 0 - 2 (0-0)    | FC Barcelona  |
| ------------ | -------------- | ------------- |
|              | Fitxa (anglès) | Messi 76' 87' |

| FC Barcelona | 1 - 1 (0-0)    | Reial Madrid |
| ------------ | -------------- | ------------ |
| Pedro 54'    | Fitxa (anglès) | Marcelo 64'  |

Classificat el F.C. Barcelona per 3-1.

## Final
La final de la Lliga de Campions es va jugar el 28 de maig del 2011 al Wembley Stadium de Londres (Anglaterra).
La van disputar el Manchester United FC i el FC Barcelona.
| FC Barcelona                      | 3 - 1 (1 - 1)  | Manchester United FC |
| --------------------------------- | -------------- | -------------------- |
| Pedro 27' · Messi 54' · Villa 69' | Fitxa (anglès) | Rooney 34'           |

## Quadre resum
|  | Vuitens de final                                                 | Vuitens de final                                                 | Vuitens de final                                                 |                |               | Quarts de final                               | Quarts de final                               | Quarts de final                               |  |              | Semifinals                                    | Semifinals                                    | Semifinals                                    |  |              | Final              | Final              |  |
|  | Anada: 15, 16, 22 i 23 de febrer. Tornada: 8, 9, 15 i 16 de març | Anada: 15, 16, 22 i 23 de febrer. Tornada: 8, 9, 15 i 16 de març | Anada: 15, 16, 22 i 23 de febrer. Tornada: 8, 9, 15 i 16 de març |                |               | Anada: 5 i 6 d'abril Tornada: 12 i 13 d'abril | Anada: 5 i 6 d'abril Tornada: 12 i 13 d'abril | Anada: 5 i 6 d'abril Tornada: 12 i 13 d'abril |  |              | Anada: 26 i 27 d'abril Tornada: 3 i 4 de maig | Anada: 26 i 27 d'abril Tornada: 3 i 4 de maig | Anada: 26 i 27 d'abril Tornada: 3 i 4 de maig |  |              | 28 de maig de 2011 | 28 de maig de 2011 |  |
|  |                                                                  |                                                                  |                                                                  |                |               |                                               |                                               |                                               |  |              |                                               |                                               |                                               |  |              |                    |                    |  |
|  | Olympique de Lió                                                 | 1                                                                | 0                                                                |                |               |                                               |                                               |                                               |  |              |                                               |                                               |                                               |  |              |                    |                    |  |
|  | Reial Madrid                                                     | 1                                                                | 3                                                                |                |               |                                               |                                               |                                               |  |              |                                               |                                               |                                               |  |              |                    |                    |  |
|  | Reial Madrid                                                     | 1                                                                | 3                                                                |                | Reial Madrid  | 4                                             | 1                                             |                                               |  |              |                                               |                                               |                                               |  |              |                    |                    |  |
|  |                                                                  |                                                                  |                                                                  |                | Reial Madrid  | 4                                             | 1                                             |                                               |  |              |                                               |                                               |                                               |  |              |                    |                    |  |
|  |                                                                  | Tottenham                                                        | 0                                                                | 0              |               |                                               |                                               |                                               |  |              |                                               |                                               |                                               |  |              |                    |                    |  |
|  | AC Milan                                                         | Tottenham                                                        | 0                                                                | 0              | 0             | 0                                             |                                               |                                               |  |              |                                               |                                               |                                               |  |              |                    |                    |  |
|  | AC Milan                                                         |                                                                  |                                                                  |                | 0             | 0                                             |                                               |                                               |  |              |                                               |                                               |                                               |  |              |                    |                    |  |
|  | Tottenham                                                        | 1                                                                | 0                                                                |                |               |                                               |                                               |                                               |  |              |                                               |                                               |                                               |  |              |                    |                    |  |
|  | Tottenham                                                        | 1                                                                | 0                                                                |                |               |                                               |                                               |                                               |  | Reial Madrid | 0                                             | 1                                             |                                               |  |              |                    |                    |  |
|  |                                                                  |                                                                  |                                                                  |                |               |                                               |                                               |                                               |  |              | 0                                             | 1                                             |                                               |  |              |                    |                    |  |
|  | FC Barcelona                                                     | 2                                                                | 1                                                                |                |               |                                               |                                               |                                               |  |              |                                               |                                               |                                               |  |              |                    |                    |  |
|  | FC Barcelona                                                     | 2                                                                | 1                                                                | Arsenal FC     | 2             | 1                                             |                                               |                                               |  |              |                                               |                                               |                                               |  |              |                    |                    |  |
|  |                                                                  |                                                                  |                                                                  | Arsenal FC     | 2             | 1                                             |                                               |                                               |  |              |                                               |                                               |                                               |  |              |                    |                    |  |
|  | FC Barcelona                                                     | 1                                                                | 3                                                                |                |               |                                               |                                               |                                               |  |              |                                               |                                               |                                               |  |              |                    |                    |  |
|  | FC Barcelona                                                     | 1                                                                | 3                                                                |                | FC Barcelona  | 5                                             | 1                                             |                                               |  |              |                                               |                                               |                                               |  |              |                    |                    |  |
|  |                                                                  |                                                                  |                                                                  |                | FC Barcelona  | 5                                             | 1                                             |                                               |  |              |                                               |                                               |                                               |  |              |                    |                    |  |
|  |                                                                  | Xakhtar Donetsk                                                  | 1                                                                | 0              |               |                                               |                                               |                                               |  |              |                                               |                                               |                                               |  |              |                    |                    |  |
|  | AS Roma                                                          | Xakhtar Donetsk                                                  | 1                                                                | 0              | 2             | 0                                             |                                               |                                               |  |              |                                               |                                               |                                               |  |              |                    |                    |  |
|  | AS Roma                                                          |                                                                  |                                                                  |                | 2             | 0                                             |                                               |                                               |  |              |                                               |                                               |                                               |  |              |                    |                    |  |
|  | Xakhtar Donetsk                                                  | 3                                                                | 3                                                                |                |               |                                               |                                               |                                               |  |              |                                               |                                               |                                               |  |              |                    |                    |  |
|  | Xakhtar Donetsk                                                  | 3                                                                | 3                                                                |                |               |                                               |                                               |                                               |  |              |                                               |                                               |                                               |  | FC Barcelona | 3                  |                    |  |
|  |                                                                  |                                                                  |                                                                  |                |               |                                               |                                               |                                               |  |              |                                               |                                               |                                               |  |              | 3                  |                    |  |
|  | Manchester U.                                                    | 1                                                                |                                                                  |                |               |                                               |                                               |                                               |  |              |                                               |                                               |                                               |  |              |                    |                    |  |
|  | Manchester U.                                                    | 1                                                                | Inter de Milà                                                    | 0              | 3             |                                               |                                               |                                               |  |              |                                               |                                               |                                               |  |              |                    |                    |  |
|  |                                                                  |                                                                  | Inter de Milà                                                    | 0              | 3             |                                               |                                               |                                               |  |              |                                               |                                               |                                               |  |              |                    |                    |  |
|  | Bayern de Múnic                                                  | 1                                                                | 2                                                                |                |               |                                               |                                               |                                               |  |              |                                               |                                               |                                               |  |              |                    |                    |  |
|  | Bayern de Múnic                                                  | 1                                                                | 2                                                                |                | Inter de Milà | 2                                             | 1                                             |                                               |  |              |                                               |                                               |                                               |  |              |                    |                    |  |
|  |                                                                  |                                                                  |                                                                  |                | Inter de Milà | 2                                             | 1                                             |                                               |  |              |                                               |                                               |                                               |  |              |                    |                    |  |
|  |                                                                  | Schalke 04                                                       | 5                                                                | 2              |               |                                               |                                               |                                               |  |              |                                               |                                               |                                               |  |              |                    |                    |  |
|  | València CF                                                      | Schalke 04                                                       | 5                                                                | 2              | 1             | 1                                             |                                               |                                               |  |              |                                               |                                               |                                               |  |              |                    |                    |  |
|  | València CF                                                      |                                                                  |                                                                  |                | 1             | 1                                             |                                               |                                               |  |              |                                               |                                               |                                               |  |              |                    |                    |  |
|  | Schalke 04                                                       | 1                                                                | 3                                                                |                |               |                                               |                                               |                                               |  |              |                                               |                                               |                                               |  |              |                    |                    |  |
|  | Schalke 04                                                       | 1                                                                | 3                                                                |                |               |                                               |                                               |                                               |  | Schalke 04   | 0                                             | 1                                             |                                               |  |              |                    |                    |  |
|  |                                                                  |                                                                  |                                                                  |                |               |                                               |                                               |                                               |  |              | 0                                             | 1                                             |                                               |  |              |                    |                    |  |
|  | Manchester U.                                                    | 2                                                                | 4                                                                |                |               |                                               |                                               |                                               |  |              |                                               |                                               |                                               |  |              |                    |                    |  |
|  | Manchester U.                                                    | 2                                                                | 4                                                                | FC Copenhaguen | 0             | 0                                             |                                               |                                               |  |              |                                               |                                               |                                               |  |              |                    |                    |  |
|  |                                                                  |                                                                  |                                                                  | FC Copenhaguen | 0             | 0                                             |                                               |                                               |  |              |                                               |                                               |                                               |  |              |                    |                    |  |
|  | Chelsea FC                                                       | 2                                                                | 0                                                                |                |               |                                               |                                               |                                               |  |              |                                               |                                               |                                               |  |              |                    |                    |  |
|  | Chelsea FC                                                       | 2                                                                | 0                                                                |                | Chelsea FC    | 0                                             | 1                                             |                                               |  |              |                                               |                                               |                                               |  |              |                    |                    |  |
|  |                                                                  |                                                                  |                                                                  |                | Chelsea FC    | 0                                             | 1                                             |                                               |  |              |                                               |                                               |                                               |  |              |                    |                    |  |
|  |                                                                  | Manchester U.                                                    | 1                                                                | 2              |               |                                               |                                               |                                               |  |              |                                               |                                               |                                               |  |              |                    |                    |  |
|  | O. de Marsella                                                   | Manchester U.                                                    | 1                                                                | 2              | 0             | 0                                             |                                               |                                               |  |              |                                               |                                               |                                               |  |              |                    |                    |  |
|  | O. de Marsella                                                   |                                                                  |                                                                  |                | 0             | 0                                             |                                               |                                               |  |              |                                               |                                               |                                               |  |              |                    |                    |  |
|  | Manchester U.                                                    | 0                                                                | 2                                                                |                |               |                                               |                                               |                                               |  |              |                                               |                                               |                                               |  |              |                    |                    |  |

|                              |
|                              |
|                              |
| Campió FC Barcelona 4t títol |